# Service de police de la Ville de Montréal
 (septembre 2020).
Le Service de police de la Ville de Montréal (abrégé en SPVM) est le service de police municipale de la ville de Montréal et son agglomération. Il possède des postes majeurs, un quartier général et des postes de quartier pour contrer la criminalité et se rapprocher de la population.

## Histoire

### Sources coloniales et modernes du SPVM
En consultant l'histoire de la police à Montréal telle que narrée sur le site même du SPVM, on constate que le point de départ communément admis pour les opérations de maintien de l'ordre sur le territoire de la ville de Montréal est le 27 janvier 1663, date à laquelle Paul Chomedey de Maisonneuve met en place, dans le cadre de la colonisation et de l'évangélisation de la Nouvelle-France, une milice de 120 hommes pour protéger la colonie française de Ville-Marie.

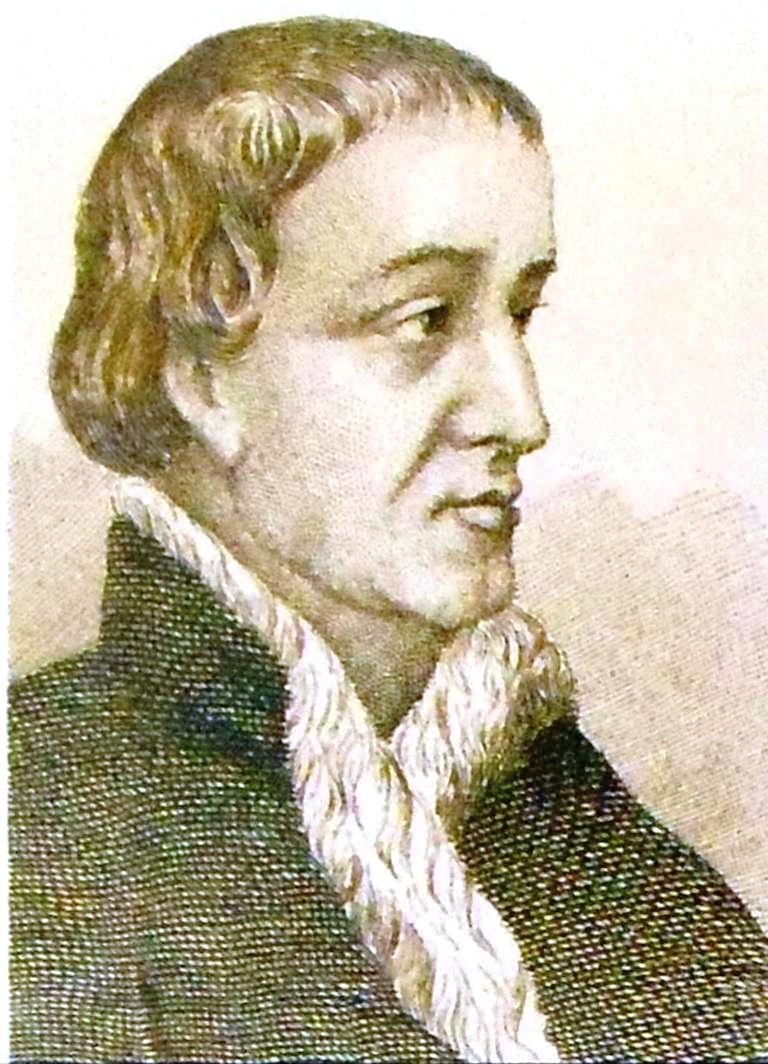
Paul Chomedey de Maisonneuve aurait fondé, le 27 janvier 1663, la première milice européenne pour garantir la sécurité de la colonie de Ville-Marie.

Le site précise la mission plus militaire que policière de cette première milice : 
« Davantage occupée à surveiller l’ennemi qui menace les paysans dispersés sur leurs terres à l’extérieur des murs de Ville-Marie, la centaine de volontaires n’a pas pour responsabilité première de réprimer le crime ni de faire respecter les édits royaux. »
Outre le fait qu'elles ne permettent pas de se faire une représentation précise du maintien de l'ordre au sein de la colonie de Ville-Marie, ces remarques doivent également servir à rappeler l'origine coloniale aussi bien que moderne (postérieure au XIXe siècle) du concept même de police en territoire montréalais.
En effet, Montréal est dans un premier temps une colonie  qui tente d'imposer militairement sa présence sur un territoire précédemment occupé par les populations autochtones, et notamment la nation Mohawk. Il faut donc se souvenir que l'histoire de la police à Montréal, souvent écrite par des Européens ou des descendants d'Européens, cherche ses sources dans les premières heures de la colonie de Ville-Marie. Ni le concept de police, ni même celui d'une justice fondée sur la punition ou la répression violente ne sauraient décrire les systèmes légaux mohawks, historiquement fondés sur la notion de justice réparatrice,,.
D'autre part, au sein même de l'histoire de la culture européenne et occidentale, le concept de police en tant que corps étatique chargé du maintien de l'ordre est une invention moderne qui n'émerge qu'à la fin du XVIIIe siècle en Europe et dans la culture occidentale dans son ensemble. Montréal et l'histoire de sa police s'inscrivent dans cette histoire plus générale.

### Le Service du guet (1818-1838)
En fait, comme le résume Émilie Girard, l'instauration d'une police municipale à proprement parler à Montréal est une importation anglaise qui ne remonte qu'à 1865. "Avant cette date" explique Émilie Girard, "la justice est appliquée par des juges de paix et des connétables, de simples citoyens. Si ceux-ci sont incapables de faire face à la situation, c’est la garnison qui est appelée en renfort."
En outre, le 1er avril 1818, l'Acte qui pourvoit plus efficacement à la Sûreté des Cités de Québec et de Montréal par l’établissement d’un Guet mène à la mise en place d'un système de maintien de l'ordre nommé le "Service du guet" : 
"Il est constitué de 1 chef, de 1 chef adjoint et de 24 hommes de patrouille. Pour être embauché, il faut avoir de bonnes mœurs, être en bonne santé, bilingue et recommandé. Les guetteurs font des rondes de surveillance entre 19 heures et 5 heures du matin avec pour seule arme un bâton de cinq pieds! Ils sont également munis d’une crécelle (finalement remplacée par un sifflet) pour alerter leurs collègues et dissuader les malfaiteurs."
Cette crécelle sert aussi à "marquer le temps", et est à l'origine du surnom de ces guetteurs : "Toutes les demi-heures, les guetteurs la font tourner, puis crient, lorsqu’il n’y a rien à signaler, « All is well! ». C’est ainsi qu’ils gagnent leur surnom de « bazouelles »."
Également chargés d'allumer les lanternes dans les rues,, ces guetteurs œuvraient la nuit, tandis que c'étaient des gendarmes (constables, ou connétables) qui étaient censés assurer la sécurité pendant le jour.

### Sous-financement du Service du guet et création de la police à la suite de la rébellion du Bas-Canada (guerre des Patriotes) (1838-1865)
Vers 1837-1838, les activités du Service de guet prennent fin pour deux raisons coïncidentes. D'une part, le Service souffre d'un manque de financement ; de l'autre, il se voit remplacer par un corps de police mis en place par Lord Durham. Dans le but de réprimer la rébellion des Patriotes, Durham met en place "un corps de policiers salariés et à plein temps placé sous l'autorité directe d'un surintendant de police à Québec et à Montréal", que les Canadiens appelleront, par dérision, la "police de Durham".

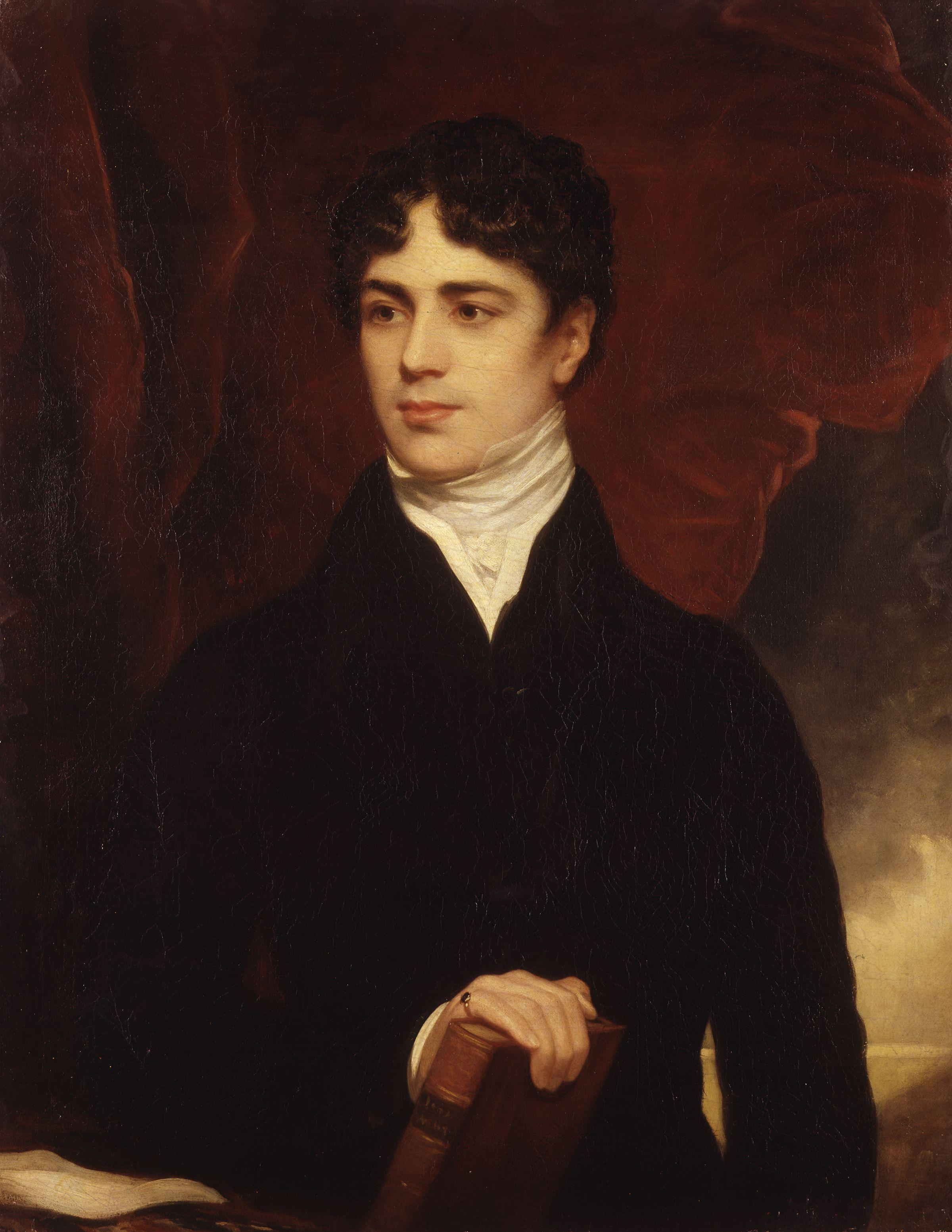
Lord Durham crée la police de Montréal dans le but de réprimer la rébellion des Patriotes de 1837.

Émilie Girard résume la nature et les tâches de ce corps de police à ses origines, puis son évolution en organisme proprement montréalais dans le courant des années 1840 : 
"Mise en service en 1838, cette police est composée, à Montréal, de 4 officiers, 6 sergents, 6 caporaux, 4 cavaliers et 102 constables sous la direction de Pierre-E. Leclère. Elle a pour but de mater les rassemblements contestataires et d’apaiser les troubles patriotes. Elle surveille autant dans la ville que dans les campagnes avoisinantes. Lors de la seconde incorporation de la Cité au début des années 1840, la police de Durham est cédée à la Ville et le gouverneur nomme un commissaire de police du Bas-Canada à Montréal : Alex Comeau. Ce dernier a 60 hommes sous sa direction : 3 capitaines, 3 lieutenants (qui sont responsables chacun de 1 poste de police), 3 gardiens de prison, 2 policiers à cheval, 3 chargés des « services secrets » (les enquêtes) et 46 constables."
Le 10 mai 1865, le service de police est baptisé « Département de la police de Montréal ».

### XXesiècleetXXIesiècle
Vers le début du XXe siècle, le corps de police de Montréal compte 467 constables, inspecteurs et chefs de service. Le corps se subdivise, des escouades de la moralité et des départements locaux sont créés.

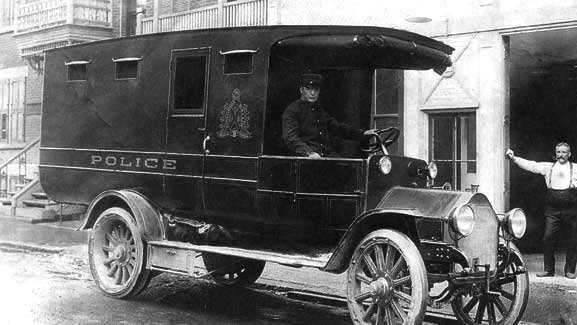
Fourgon cellulaire Stagemen vers 1910
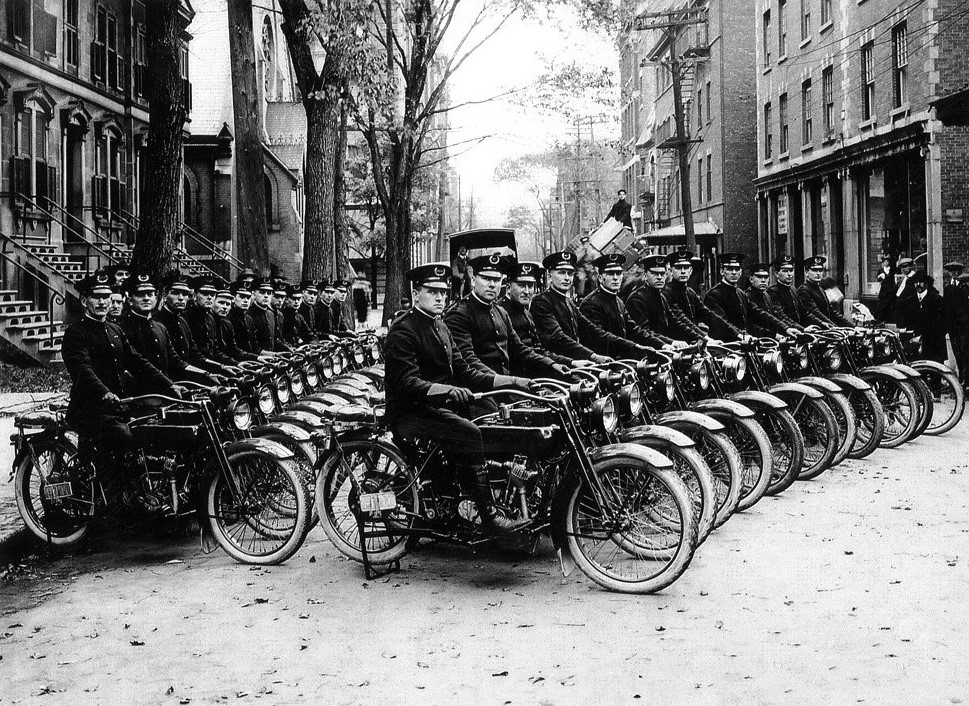
Escouade de policiers motards en 1918
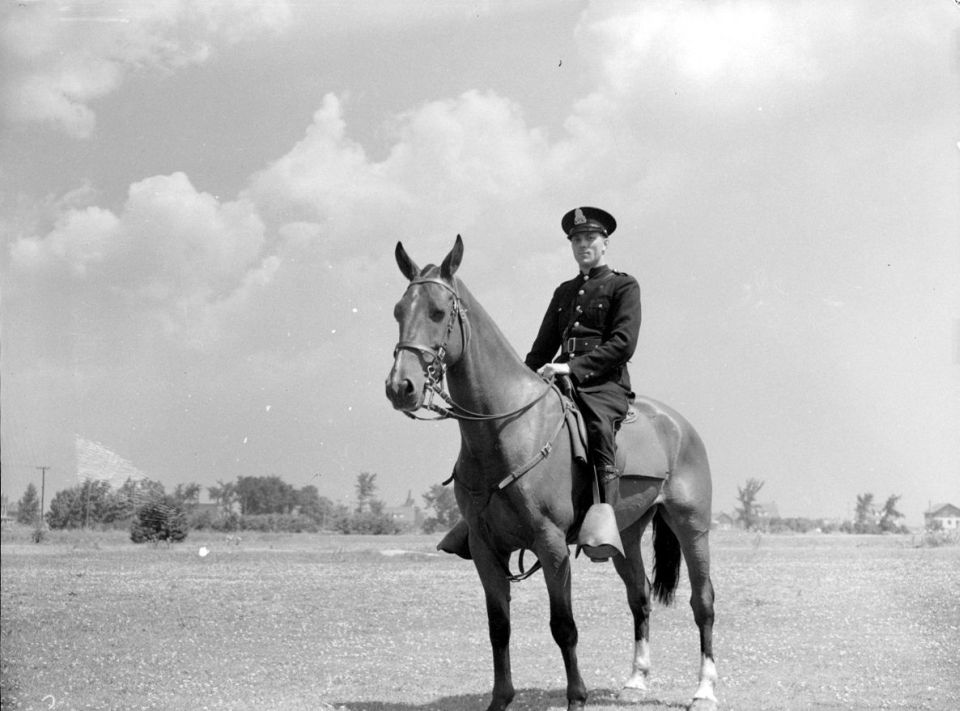
Officier de police à cheval en 1943

Le nombre des effectifs de la police reste à peu près le même depuis le début du siècle jusqu’à 1930, quand on engage du personnel en grand nombre dans le cadre de la crise économique de 1929. En effet, à la suite de la crise, des dizaines de milliers d’ouvriers perdent leur travail et on note une hausse de la criminalité. Vers la fin des années 1930, le service de police compte environ 1 500 personnes.
À la suite des progrès des analyses scientifiques, on crée, en 1957, le Laboratoire mobile. Il évolue et se transforme dans les années 1980 pour devenir la section technique.
Plusieurs policiers de Montréal sont morts dans l’exercice de leur fonction et leur mémoire est conservée par le Musée de la police de Montréal.
Actuellement, l’effectif de la police de Montréal est d’environ 4 600 policiers et policières et plus de 1 600 employés civils,.
En janvier 2012, le SPVM informe les médias qu'il a lancé une enquête en avril 2011 pour découvrir la personne qui « a tenté de vendre une liste d'informateurs à la mafia [montréalaise] »,,. Quelques jours plus tard, le présumé informateur, un ex-policier du SPVM, s'est suicidé.
En 2014, l'Autorité héraldique du Canada concède des armoiries au Service de police de la Ville de Montréal. Sur ces dernières figure la devise de l'organisation :  « Respect • Intégrité • Engagement ». 
En juin 2020, le Service de police de la Ville de Montréal entreprend une grande réforme en matière d'interpellation, prennant ainsi en compte les revendications exprimées lors des manifestations internationales qui ont suivi la mort de George Floyd à Minneapolis.

## Critiques, affaires et débats

### Débats sur les pratiques d'interpellations et sur la discrimination raciale
Il est soutenu, notamment grâce aux travaux statistiques et historiques de l'autrice et activiste Robyn Maynard, que les forces de police au Canada sont les héritières du système colonialiste européen, fondé entre autres sur le remplacement des populations autochtones du Canada et sur l'esclavagisation des Noirs, selon une idéologie assumée d'inégalité des races, les manifestations contemporaines de ce legs historique autour de la question de la discrimination raciale continuent de faire débat, sans produire de consensus jusqu'à présent.
En 2004, la cinéaste Michka Saäl réalise par exemple un documentaire intitulé Zéro tolérance, qui suggère, que des pratiques de discrimination raciale  ont cours au SPVM. Cette situation est alors déjà ancienne, puisque, dans le film, l'une des personnes interviewées n'est autre qu'Édouard Anglade, auteur de l'ouvrage Nom de code, Mao: parcours du premier policier haïtien à Montréal, qui témoigne des différents actes de discrimination dont il a été témoin et victime en tant que membre noir du SPVM dans les années 1970.
La situation perdure pendant des années : le 3 juin 2020, dans un article du journal La Presse, le commandant d'origine haïtienne Patrice Vilcéus signale qu'au SPVM, « le racisme et le profilage racial qui existent encore, tant à l’intérieur de ses murs, que lors de certaines intervention ». Un article publié dans le journal Métro le 28 juin de la même année se fait le porte-voix d'un groupe de policiers noirs membres du SPVM qui se placent en opposition avec l'opinion  de la Fraternité des policiers, selon laquelle il n'y aurait pas de problèmes de racisme au SPVM.
En août 2019, un rapport remis au SPVM intitulé Les interpellations policières à la lumière des identités racisées des personnes interpellées a établi que des disparités systémiques étaient observables dans la pratique des interpellations au SPVM.
À la p. 34 de ce rapport, les auteurs reconnaissent ne pas pouvoir produire de statistique exacte ni d'opinion parfaitement éclairée sur la question de la discrimination raciale, en raison de l'absence de collecte de statistiques policières précises à ce sujet. Dans un souci d'objectivité, le même rapport dresse d'ailleurs l'historique détaillé des réponses du SPVM aux tentatives d'établir scientifiquement des données précises concernant la discrimination au regard de la difficile représentativité des échantillons employés par les chercheurs pour tenter de cerner avec justesse les phénomènes de racisme.
En revanche, p. 114 et suivantes, le rapport se prononce clairement en faveur du constat selon lequel "les membres des groupes racisés ont tendance à être plus fréquemment l'objet d'interpellations multiples", tandis que "les personnes autochtones font l'objet d'interventions policières à répétition et à une fréquence démesurée",,.
Le 8 juillet 2020, le site du SPVM présente une nouvelle "politique sur les interpellations policières", reconnaissant ainsi "la problématique sociétale que représente le racisme systémique ainsi que l’existence de disparités dans les interpellations policières causées par des biais systémiques", et visant à établir "qu’une interpellation doit être basée sur des faits observables et sans motifs discriminatoires, c’est-à-dire sans égard à l’identité ethnoculturelle réelle ou perçue, la religion, le genre, l’identité, l’orientation sexuelle ou le statut socioéconomique". Selon Sylvain Caron, le directeur du SPVM, il s'agirait d'une première au Québec.

### Affaire Camara
Malgré ces discours et ces velléités affichées, un fait divers survenu le 28 janvier 2021 vient relancer à grande échelle le débat public sur la discrimination raciale perpétrée par les agents du SPVM. Le 28 janvier, après qu'un agent de la police, Sanjay Vig, s'est fait blesser et retirer son arme par un suspect non identifié, Mamadi III Fara Camara, un homme noir, doctorant et technicien de laboratoire à l'École Polytechnique de Montréal interpelé quelques minutes auparavant pour une infraction prétendue au Code de la sécurité routière, témoigne de l'agression depuis son véhicule et appelle le 911 (le numéro d'urgence de la police). M. Camara est alors arrêté, puis placé en détention préventive au centre de détention Rivière-des-Prairies pendant six jours, et ce alors même qu'un autre témoin, Juan Angel Flores, offrait son témoignage sur un suspect ne correspondant aucunement à l'apparence physique de M. Camara,,. Dans la lancée de cette interpellation, le SPVM saccage l'appartement de M. Camara et interpelle violemment la famille de l'homme suspecté à tort. Au bout de quelques jours, le SPVM s'aperçoit de son erreur et libère M. Camara, profondément traumatisé par l'affaire. L'opinion publique s'émeut de l'événement et les accusations de profilage racial du SPVM contre un homme noir innocent se multiplient,,,, tandis que d'autres observateurs évoquent une "vision en tunnel" de la part d'un SPVM habitué à chercher les suspects au sein des communautés racisées. Récusant toute accusation de racisme, le SPVM présente, après plusieurs jours, ses excuses à M. Camara, qui les accepte. Le rapport du Juge Dionne, chargé de faire la lumière sur cette histoire conclut toutefois à l'absence, sans équivoque, de profilage racial dans cette affaire,.

### Affaires internes et soupçons de corruption
En février 2017, deux anciens policiers du SPVM allèguent que le service des affaires internes « [a fabriqué] des éléments de preuve contre eux alors qu'ils s'apprêtaient à dévoiler des cas de corruption au sein de la force policière », alors qu'un troisième « soutient avoir été pris en filature par des enquêteurs du même département alors qu'il s'apprêtait à faire des révélations le concernant. » Le 23 février, Martin Coiteux, ministre de la Sécurité publique du Québec, mandate par la suite la Sûreté du Québec pour enquêter sur ces allégations. Le 24 février, à la suite d'accusations supplémentaires contre des policiers du SPVM, Martin Coiteux annonce une enquête administrative sur le service de police, il « n'a pas voulu donner d'indications sur le nombre de nouveaux cas soulevés et leur nature. Il a toutefois souligné qu'il fallait prendre note de l'ampleur des mesures déployées pour mesurer le sérieux de la situation. Ainsi, deux démarches parallèles mais complémentaires sont mises en place. »
Dans un article daté du 6 décembre 2017, Radio Canada revient sur les conclusions et les conséquences du rapport du commissaire Michel Bouchard, censé jeter la lumière sur le traitement potentiellement illégal des affaires de corruption et de brutalité policière qui menaçaient le SPVM au début de la même année.
Procédant à l'examen de "plus de 1000 dossiers déposés auprès de la Division des enquêtes internes du Service de police de la Ville de Montréal (SPVM) de 2010 à 2017", le rapport en conclut à une situation opaque et pleine d'irrégularités : 
« L’examen que nous avons effectué de plusieurs de ces dossiers nous confirme que les irrégularités signalées lors de nos rencontres avec plusieurs personnes ayant œuvré aux affaires internes ont été commises, écrit-il. Les informations incomplètes, ou pire encore, l’absence de véritable information constatées dans ces dossiers nous permettent d’affirmer que les processus d’enquête [...] n’ont pas été respectés et qu’ils varient de bâclés à inexistants. »
Dans la foulée de la publication de ce rapport, le chef du SPVM de l'époque, Philippe Pichet, est démis de ses fonctions.
Plusieurs années après ce scandale, la situation demeure trouble : d'une part, le SPVM affirme avoir réformé son service des affaires internes. Mais l'ancien chef du SPVM, Philippe Piché, est encore en conflit avec le gouvernement du Québec, estimant que ce dernier l'a licencié sans raison valable : "Dans une mise en demeure envoyée le 4 décembre au bureau du procureur général du Québec, Philippe Pichet affirme que lui et sa famille ont subi des dommages moraux depuis trois ans découlant de la gestion de son dossier par le ministère de la Sécurité publique."

### Débat sur le financement
En 2020, dans la foulée des manifestations de George Floyd et des mouvements d'abolition de la police aux États-Unis, une coalition rassemblant une cinquantaine d'organisations montréalaises est créée sous le titre de Defundthespvm.
Selon Darryl Davies, chercheur à l'Université de Carleton, le mouvement francophone est cependant d'une envergure moindre que ce qui est observé ailleurs au pays. La marginalité du mouvement au Québec s'expliquerait  principalement par le fait que des inégalités dénoncées concernent des situations observées aux États-Unis, comme ce fut le cas à la suite du décès de l'Américain George Floyd.

## Mission
Selon la loi sur la police, la mission du SPVM est la suivante: «Chaque corps de police municipal a compétence, sur le territoire de la municipalité à laquelle il est rattaché ainsi que sur tout autre territoire sur lequel il assure des services policiers, pour prévenir et réprimer les infractions aux règlements municipaux.»
De plus, selon cette même loi le SPVM fournira des services de niveau 5, car la population est de 1 000 000 ou plus. Ces services comprennent les choses suivantes :

### Gendarmerie
- Sécurité nautique des plaisanciers circulant sur le fleuve Saint-Laurent

### Enquêtes
- Gestion d'événements terroristes
- Importation et exportation de drogues, en collaboration avec la Sûreté du Québec
- Trafic d'armes et d'explosifs
- Enlèvement dont la victime est emmenée à l'extérieur du Québec
- Gageure et bookmaking
- Infraction criminelle commise par un réseau opérant sur une base interrégionale
- Corruption de fonctionnaires judiciaires ou municipaux
- Fraude commerciale et immobilière commise par une personne ou une entité visée par la Loi sur le recyclage des produits de la criminalité et le financement des activités terroristes et ses règlements d'application

### Mesures d'urgence
- Intervention héliportée (par la Sûreté du Québec, la police provinciale)
- Contrôle de foule avec risque élevé d'agitation, de débordement et d'émeute
- Intervention lors d'une prise d'otage ou impliquant un tireur actif

### Services de soutien
- Plongée sous-marine
- Désamorçage et manipulation d'explosifs impliquant le recours aux techniciens d'explosifs
- Infiltration des plus hautes sphères de la hiérarchie criminelle
- Polygraphie et hypnose
- Équipe cynophile en matière d'explosifs
- Renseignement de sécurité opérationnelle
- Évaluation et protection des collaborateurs de justice
- Soutien aux interrogatoires vidéo
- Utilisation d'agent civil d'infiltration

### Listes des directeurs du SPVM
| Nom | Nom                   | Dates du mandat | Dates du mandat | Intérim(*)      |
| --- | --------------------- | --------------- | --------------- | --------------- |
| 1   | Alexandre Comeau      | 1843            | 1844            |                 |
| 2   | Thomas Wiley          | 1844            | 1849            |                 |
| 3   | Hippolyte Jérémie     | 1849            | 1850            |                 |
| 4   | Thomas McGrath        | 1850            | 1853            |                 |
| 5   | Chas. O. Ermatinger   | 1853            | 1854            |                 |
| 6   | Moses Judah Hayes     | 1854            | 1861            |                 |
| 7   | Guillaume Lamothe     | 1861            | 1865            |                 |
| 8   | Fred. A. Penton       | 1865            | 1879            |                 |
| 9   | Hercule Paradis       | 1879            | 1888            |                 |
| 10  | George A. Hughes      | 1888            | 1900            |                 |
| 11  | David Legault         | 1901            | 1904            |                 |
| 12  | Olivier Campeau       | 1904            | 1918            |                 |
| 13  | Joseph Tremblay       | 1918            | 1918            | *               |
| 14  | Pierre Bélanger       | 1919            | 1928            |                 |
| 15  | Hulbrit Langevin      | 1928            | 1931            |                 |
| 16  | Fernand Dufresne      | 1931            | 1946            |                 |
| 17  | Charles Barnes        | 1947            | 1947            | *               |
| 18  | Albert Langlois       | 1947            | 1954            |                 |
| 19  | T.O. Leggett          | 1954            | 1956            | *               |
| 20  | Pacifique Plante      | 1956            | 1956            | *               |
| 21  | Albert Langlois       | 1957            | 1961            |                 |
| 22  | Ernest Pleau          | 1961            | 1961            | *               |
| 23  | Adrien J. Robert      | 1961            | 1965            |                 |
| 24  | Jean-Paul Gilbert     | 1965            | 1970            |                 |
| 25  | Marcel Saint-Aubin    | 1970            | 1971            |                 |
| 26  | Jean-Jacques Saulnier | 1971            | 1971            |                 |
| 27  | Maurice Saint-Pierre  | 1972            | 1972            | *               |
| 28  | René Daigneault       | 1972            | 1977            |                 |
| 29  | Henri-Paul Vignola    | 1977            | 1981            |                 |
| 30  | André De Luca         | 1982            | 1985            |                 |
| 31  | Roland Bourget        | 1985            | 1989            |                 |
| 32  | Alain Saint-Germain   | 1989            | 1994            |                 |
| 33  | Jacques Duchesneau    | 1994            | 1998            |                 |
| 34  | Claude Rochon         | 1998            | 1998            | *               |
| 35  | Michel Sarrazin       | 1998            | 2005            |                 |
| 36  | Yvan Delorme          | 2005            | 2010            |                 |
| 37  | Marc Parent           | 2010            | 2015            |                 |
| 38  | Philippe Pichet       | 2015            | 2017            |                 |
| 39  | Martin Prud'homme     | 2017            | 2018            | *Provisoirement |
| 40  | Sylvain Caron         | 2018            | 2022            |                 |
| 41  | Sophie Roy            | 2022            | 2023            | *               |
| 42  | Fady Dagher           | 2023 -          | 2023 -          |                 |

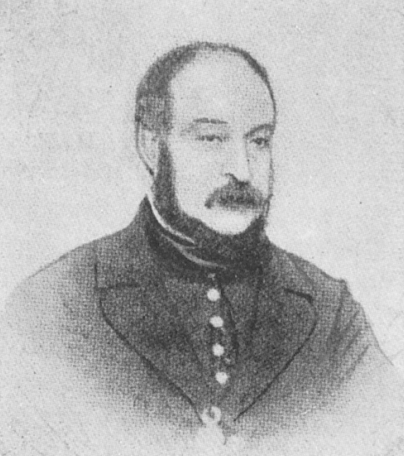
6. Moses Judah Hays

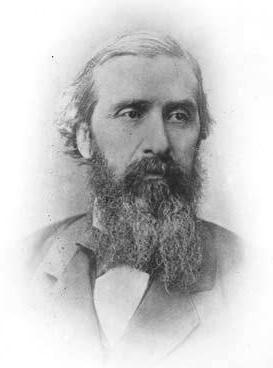
7. Guillaume Lamothe

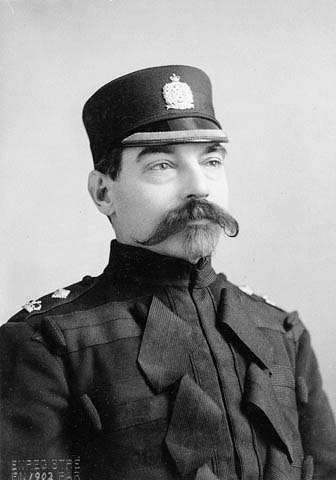
11. David Legault

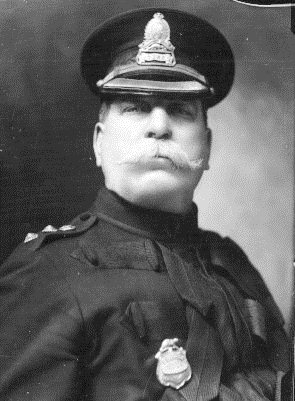
14. Pierre Bélanger

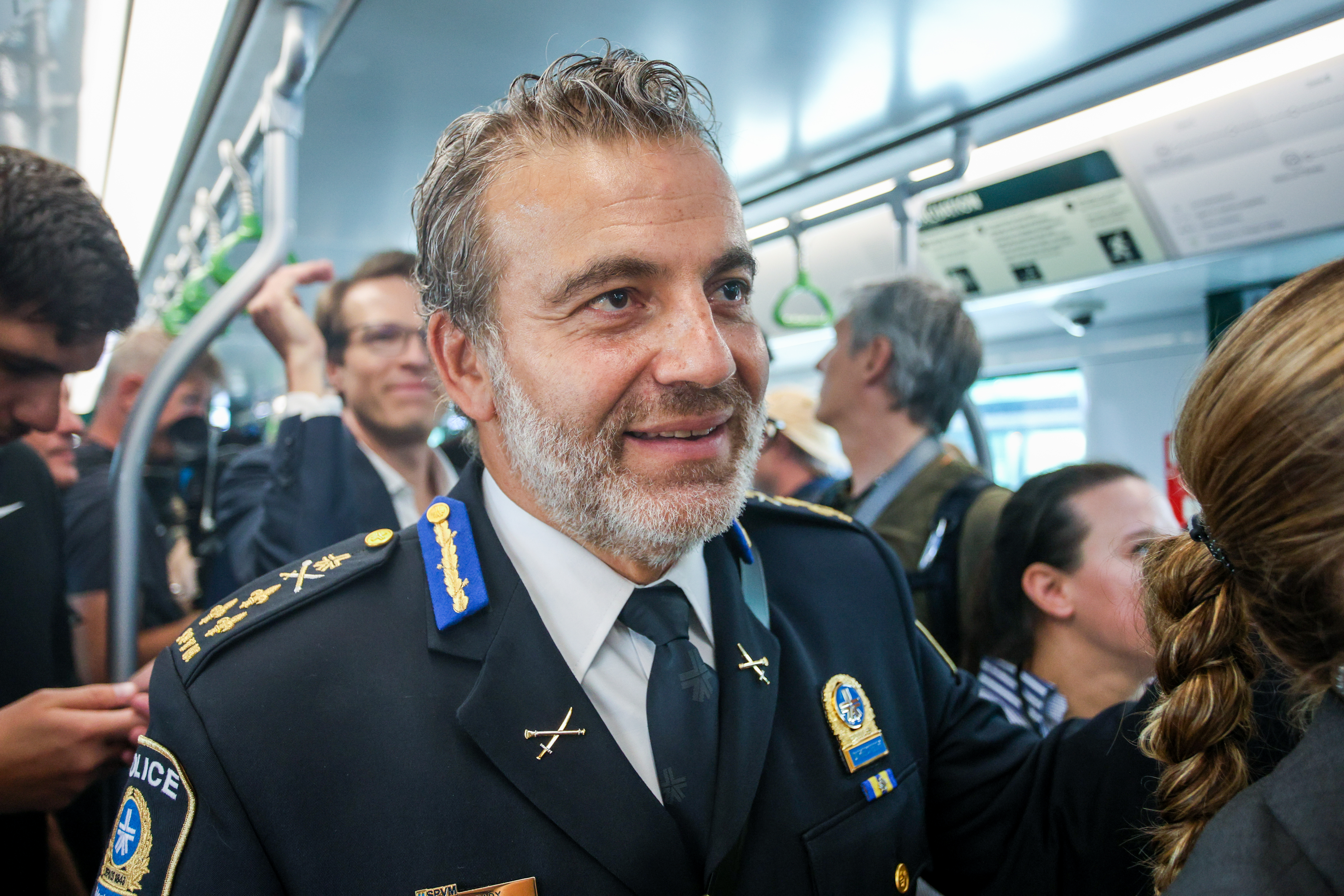
42. Fady Dagher

Martin Prud'Homme a été nommé directeur du SPVM à la suite du renvoi de Philippe Pichet et mandaté pour réformer le SPVM.

## Police de quartier
Le SPVM peut compter sur 29 postes de quartier (PDQ) pour offrir les services aux citoyens. Les postes de quartier (PDQ) offrent les services suivants:
- services pour tous (réponses aux appels d'urgence, visites conseils, prêt gratuit de burins pour marquer ses objets de valeurs, etc.) ;
- services pour la jeunesse (pédagogie, conférences dans les écoles, gestion des passages d'écoliers) ;
- services pour des clientèles spécifiques (conférences sur la sécurité des femmes, suivi auprès des victimes de violences conjugales, etc.) ;
- services spécialisés (travaille de concert avec certaines unités spécialisées: sécurité routière, module anti-terrorisme, escouade canine, GTI (Groupe tactique d'intervention, etc.).

## Grades
| Grade                | Effectif |
| -------------------- | -------- |
| Agent                | 3 159    |
| Sergent              | 373      |
| Sergent-détective    | 689      |
| Lieutenant           | 46       |
| Lieutenant-détective | 94       |
| Commandant           | 82       |
| Inspecteur           | 25       |
| Inspecteur-chef      | 17       |
| Directeur-adjoint    | 3        |
| Directeur            | 1        |

## Unités spécialisées
Le Service de police de la ville de Montréal est le seul service de police au Québec bénéficiant d'unités qui visent à aider les policiers avec les urgences psychosociales et avec les sans-abris. Le SPVM peut aussi compter sur plusieurs autres unités pour aider les policiers, dont:

### ÉSUP (Équipe de soutien aux urgences psychosociales)
Équipe mixte de policiers et de travailleurs sociaux provenant du SPVM (Policiers) et du CSSS Jeanne-Mance (Intervenant). Ceux-ci travaillent pour le moment seulement de soir 7 soirs sur 7, 365 jours/année depuis le 6 juin 2012. Cette équipe peut être répartie par le service 9-1-1 ou appelée en coopération par des policiers sur appel avec une problématique de santé mentale. Selon le site du SPVM, voici le rôle du policier: «Le policier assure la sécurité des lieux et analyse la situation du point de vue de l’intervention policière. Il voit à l’application des règles de sécurité publique, joue un rôle-conseil auprès des autres policiers et procède, si nécessaire, au transport de la personne vers la ressource appropriée.» Et voici le rôle de l'intervenant social du CSSS Jeanne-Mance: «L’intervenant du CSSS Jeanne-Mance estime l’état de santé mentale de la personne et établit avec le policier, la meilleure réponse dans les circonstances. Il fait le lien avec les intervenants des ressources où sera orientée la personne. Il peut aussi, lorsque l’hospitalisation n’est pas nécessaire, offrir sur place des conseils et des références à la personne.»
En 2015, il a été annoncé que le service en collaboration avec le CIUSSS du Centre-sud-de-l'ïle-de-Montréal (anciennement CSSS Jeanne-Mance) allait maintenant être offert de jour et de soir, une bonne nouvelle pour les policiers en intervention nécessitant un support spécialisé.

### EMRII (Équipe multidisciplinaire en référence et intervention auprès des itinérants)
L'EMRII est une escouade créée par le SPVM en relation avec le CSSS Jeanne-Mance pour prendre en charge les cas d'itinérants extrêmes où les relations avec les policiers sont compromises ou au point mort. Cette équipe est composée de 6 agents de police, 2 travailleurs sociaux ainsi que d'une infirmière. Cette équipe a aussi le mandat de réduire la surjudiciarisation chez les cas extrêmes. Malgré cela selon une étude l'EMRII ne changerais pas les statistiques du tout au tout mais il faut penser que c'est quand même un pas en avant et que c'est avant un problème de société.
Voici la mission tel qu'exprimé sur le site de la sécurité publique: «Réaliser du travail de proximité pour rejoindre des personnes itinérantes ou à  de le devenir, qui sont régulièrement l’objet d’interventions policières, et voir à les référer à des services appropriés en fonction de leurs besoins afin d’améliorer leurs conditions de vie et de favoriser leur réinsertion.»

### GTI (Groupe tactique d'intervention)
Le Groupe tactique d'intervention du service de police de la ville de Montréal a été créé en 1956. Lors de sa création, ce groupe avait 3 objectifs soit : les explosifs (bombes), fusillades et la plongée sous-marine. Il portait cependant le nom de Laboratoire mobile lors de sa création. Les objectifs étaient par gradation, ce qui veut dire que pour le Laboratoire mobile les bombes étaient plus importantes que les fusillades ou la plongée sous-marine, car on sait que lors de fusillades on peut prendre le temps de négocier ou que la recherche par plongée sous-marine peut aussi attendre. L'ambiance lors de sa création était aux attentats à la bombe, car lorsqu'il y avait des fusillades il suffisait d'envoyer quelques policiers avec 1 ou 2 mitraillettes.
Composition du GTI présentement:
- 4 sergents
- 2 agents d'intervention senior
- 18 agents d'intervention
- 1 sergent (Formation et contrôle de la qualité)
- 2 agents d'intervention senior (Formation et contrôle de la qualité)

Le GTI (Groupe tactique d'intervention) effectue pas moins de 400 interventions par an.

### Postes de quartier
| Arrondissement                                                               | PDQ | Commandant              | Lieutenant                     | Effectifs |
| ---------------------------------------------------------------------------- | --- | ----------------------- | ------------------------------ | --------- |
| Baie-d'Urfé, Beaconsfield, Kirkland, Sainte-Anne-de-Bellevue, Senneville     | 1 | Marc-Antoine Goyette    | Emilie Gamache-Khoukaz         | 49        |
| L'Île-Bizard, Pierrefonds, Sainte-Geneviève, Roxboro                         | 3 | Sébastien Laurin        | Simon Deslauriers              | 71        |
| Dollard-des-Ormeaux                                                          | 4 | Annie Mercier           | Raynald Groleau                | 50        |
| Dorval, L'Île-Dorval, Pointe-Claire                                          | 5 | Francois Morier         | François Charron               | 83        |
| Saint-Laurent                                                                | 7 | Michael McDermott       | Sébastien Urbain               | 110       |
| Lachine, Saint-Pierre                                                        | 8 | Alain Nadeau            | Abdullah Emran                 | 59        |
| Notre-Dame-de-Grâce, Côte-Saint-Luc, Hampstead, Montréal-Ouest               | 9 | Mathieu Fournier-Landry | Marco Joseph                   | 114       |
| Bordeaux, Cartierville                                                       | 10 | Yanik Laneville         | Dominic Godbout                | 50        |
| Ville-Marie Ouest, Westmount                                                 | 12 | Marie-Ève Lamarche      | Pier-Luc Paquet                | 56        |
| LaSalle                                                                      | 13 | Caroline Alarie         | Julie Lavoie                   | 78        |
| Saint-Paul, Petite-Bourgogne, Pointe-Saint-Charles, Saint-Henri, Ville-Émard | 15 | Jonathan Chase          | Jonathan Aubé                  | 109       |
| Île-des-Sœurs, Verdun                                                        | 16 | Francis Brodeur         | Luc Campeau                    | 75        |
| Centre-Ville, Parc du Mont-Royal                                             | 20 | Simon Rivard            | Véronique Pilote-Rossi         | 107       |
| Centre-Ville, Île Notre-Dame, Île Sainte-Hélène, Vieux-Montréal              | 21 | Krisztina Balogh        | François Lavigne               | 127       |
| Centre-Sud                                                                   | 22 | Guillaume Théberge      | Julie Letendre                 | 71        |
| Hochelaga-Maisonneuve                                                        | 23 | Maxime St-Pierre        | Salvatore Baiamonte            | 77        |
| Côte-des-Neiges, Mont-Royal, Outremont                                       | 26 | Stéphane Rodrigue       | Pascal Poirier Nancy Gallagher | 206       |
| Ahuntsic                                                                     | 27 | Jean-Michel Brunet      | François Vallée                | 92        |
| Saint-Michel                                                                 | 30 | Salvatore Serrao        | Steve Horvath                  | 68        |
| Villeray, Parc-Extension                                                     | 31 | François Morier         | Daniel Théorêt                 | 69        |
| La Petite-Italie, La Petite-Patrie, Outremont                                | 35 | Stéphane Forest         | Edith Boisclair                | 73        |
| Le Plateau-Mont-Royal                                                        | 38 | Sylvain Malo            | Éric Jean                      | 145       |
| Montréal-Nord                                                                | 39 | Hélène Mercier          | Julie Bessette                 | 105       |
| Saint-Léonard                                                                | 42 | Francois Labonté        | Éric Sabourin                  | 72        |
| Rosemont - La Petite-Patrie                                                  | 44 | François Labrecque      | Jean Girard                    | 96        |
| Rivière-des-Prairies                                                         | 45 | Jennifer Jung           | Alain Desrochers               | 53        |
| Anjou                                                                        | 46 | Nadine Garneau          | Annie Mercier                  | 51        |
| Mercier - Hochelaga-Maisonneuve                                              | 48 | Josée Deslongchamps     | Dany St-Pierre                 | 93        |
| Montréal-Est, Pointe-aux-Trembles                                            | 49 | Manon Dupont            | Paolo Santini                  | 70        |
| Division Métro                                                               | 50 | Angélique Beaudet       |                                | 132       |
| Autres divisions                                                             | | Commandant/Inspecteur   | Membres                        | Effectifs |
| Équipe Médias                                                                | Cst. Raphaël Bergeron (Relationniste) Cst. Jean-Pierre Brabant (Relationniste) Cst. Manuel Couture (Relationniste) Cst. Caroline Chèvrefils (Relationniste) Cst. Véronique Dubuc (Relationniste) Cst. Julien Lévesque (Relationniste) |                         |                                |           |

Le PDQ 55, soit l'unité aéroportuaire sera abolie et remplacée par la Sûreté du Québec le 1er janvier 2025.

## Équipement

### Ceinturon
Les agents du SPVM (Service de police de la ville de Montréal) ont pour la plupart l'équipement décrit ci-dessous:
- L'arme de service du SPVM était le Walther P99QA 9 mm jusqu'à 2015 ; depuis celle-ci a été remplacé par le  Glock 19.

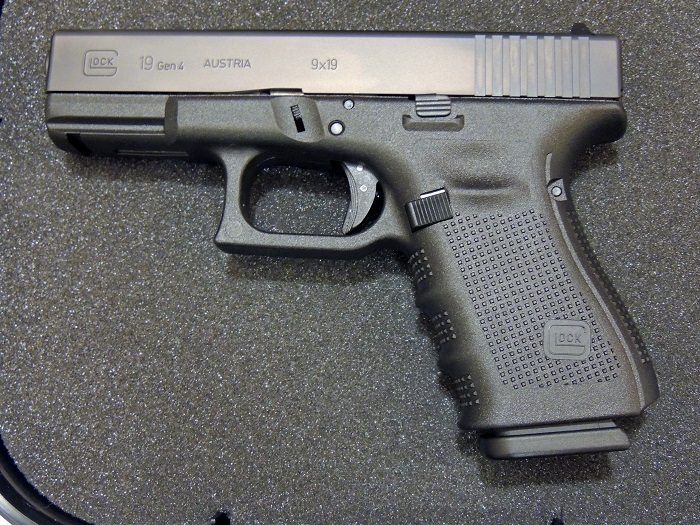
Glock 19

- L'étui du pistolet peut être porté à la ceinture ou le long de la jambe.

- Bâton télescopique;
- Menottes;
- Walkie-Talkie;
- Poivre de cayenne;
- Gant de nitrile;
- Lampe de poche;
- Pistolet à impulsion électrique
- Le GTI utilise quant à lui le fusil de police Remington 870 calibre 12 (18,5 mm), mais aussi les fusils d’assauts SIG MCX calibre 223 (5,56 mm).
- L'escouade anti-émeute utilise le Brügger & Thomet GL06 et le Diemaco C8.

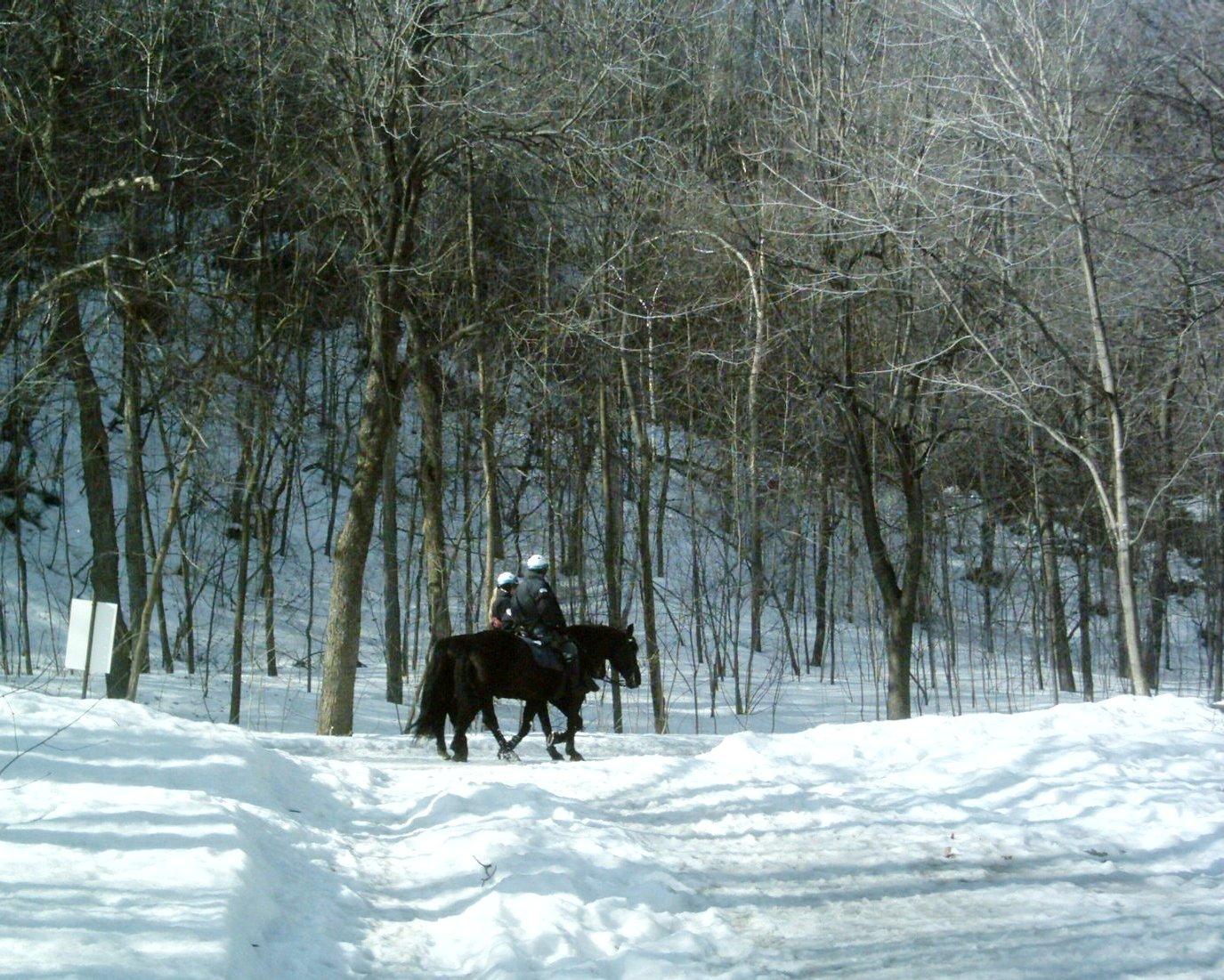
Agents du Service de police de la ville de Montréal (SPVM) à cheval sur le Mont Royal. La cavalerie du SPVM compte 8 chevaux de race cheval canadien, 10 policiers et 3 palefreniers. L'écurie se trouve dans le parc du Mont-Royal.

### Uniforme
Les policiers du SPVM ont depuis le 5 février 2013 la chemise de couleur «blue-black» avec un pantalon «blue-black». Selon le Service de police de la ville de Montréal, cette chemise va contribuer à dissimuler le gilet pare-balles (les gilets pare-balles sont portés en surface en Amérique du Nord pour plusieurs services).

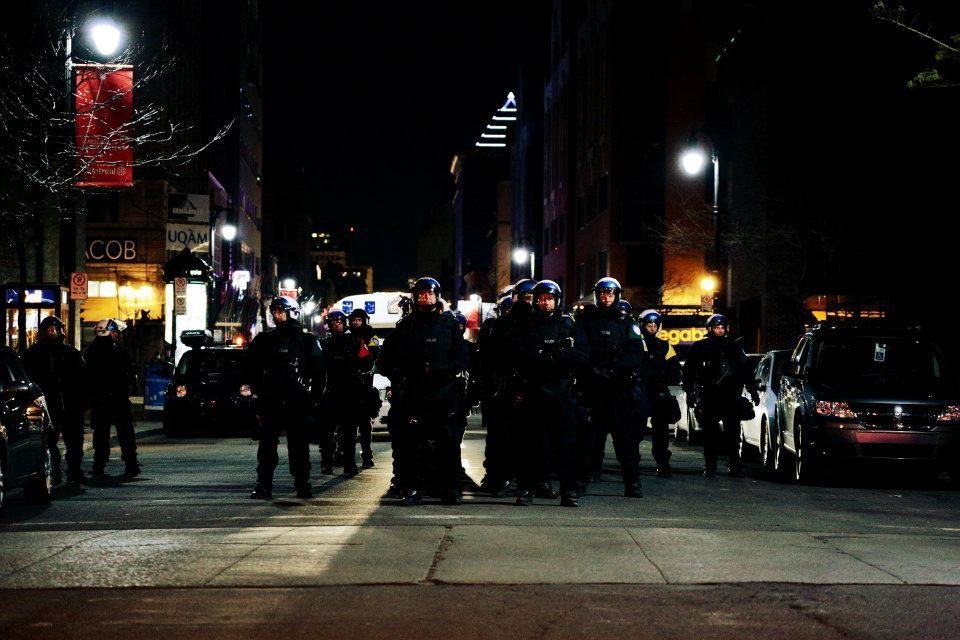
L'escouade anti-émeute en 2012

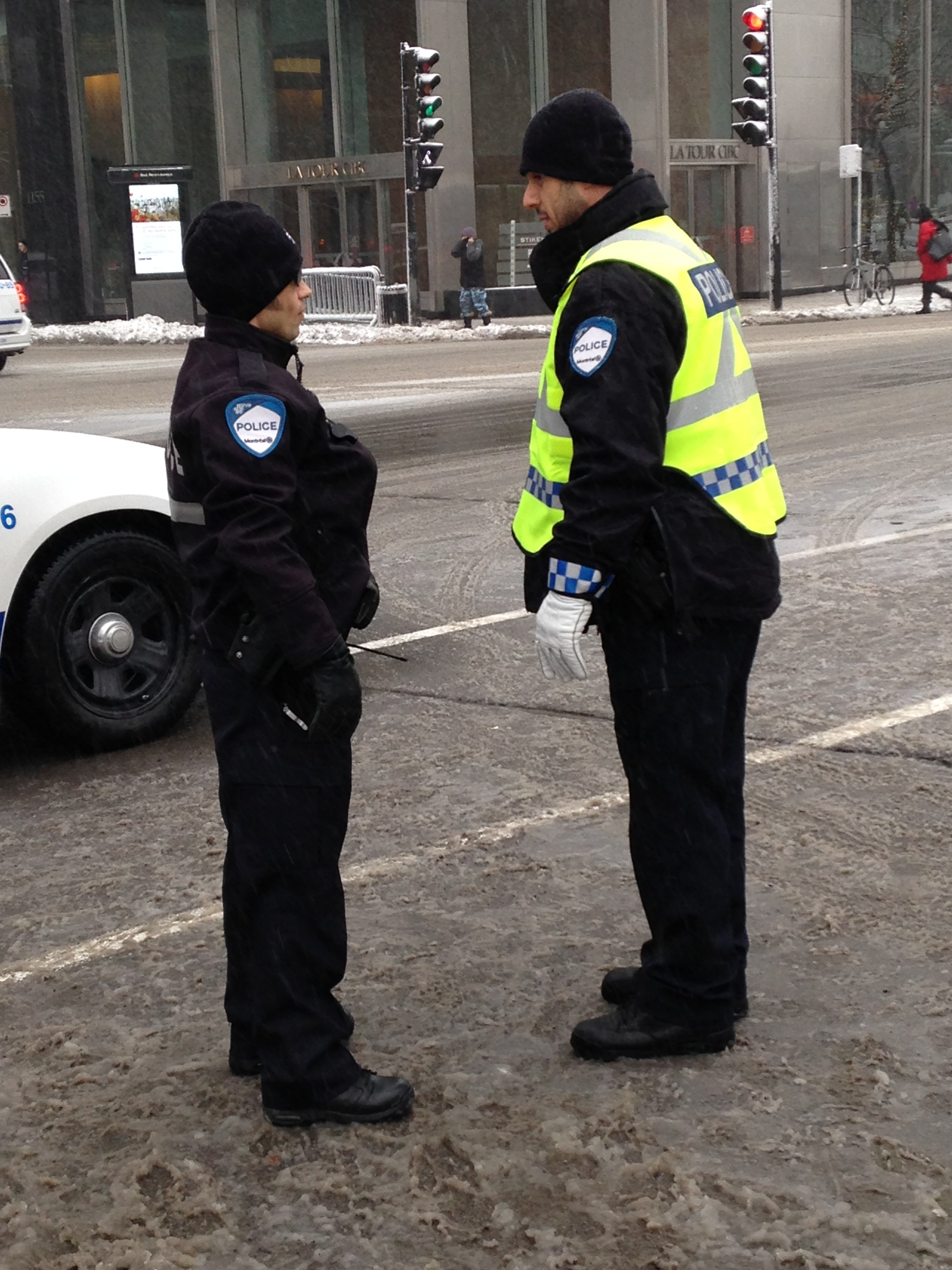
Deux policiers du SPVM en uniforme

### Écussons
Le SPVM a modifié son écusson le 11 décembre 2007 remplaçant celui du SPCUM. Il changera de nouveau le 20 juin 2018 pour marquer le 175e anniversaire du SPVM, il portera dorénavant l’inscription « depuis 1843 » qui est l’année de fondation du tout premier service de police de Montréal.

Écusson de 2002 à 2007
Écusson de 2007 à 2018
Écusson depuis 2018

### Arme à feu
Le 29 octobre 2014, le SPVM procéda à la publication d'un appel d'offres dans le but de remplacer ses 4900 pistolets pour des Glock 19  9mm. Le SPVM conclut un contrat de 3 077 299,81 $ avec Korth Group LTD.

## Véhicules
Les véhicules du SPVM sont pour la plupart munis de gyrophares (Code3 Defender, Federal Signal Legend) et de sirènes (Zone Technologies ZTEP-103). De plus, tous les véhicules lettrés du SPVM sont munis d'une imprimante thermique pour les constats d'infractions et d'un terminal (ordinateur portable avec clavier externe comprenant un écran tactile). Dans l’habitacle, une cloison isole les policiers des prévenus installés sur la banquette arrière.
Véhicules de patrouille :
- Dodge Charger  (2011-2014 et 2015-2023)
- Ford Taurus (2014)
- Ford Explorer (2016-2019 et 2020-2025)
- Dodge Durango (2025)
- Dodge Grand Caravan (2012-2014)
- Chevrolet Impala (2006-2016) affectés à la circulation
- Actuellement, les Dodge charger 2011-2014 et 2015-2018, les Ford explorer 2018, les Ford taurus 2014, les Dodge caravan 2012 sont progressivement retirés du terrain pour laisser places aux Dodge charger 2023, Ford explorer 2020 et 2025 ainsi qu'aux Dodge durango et aussi f150 2020-2025. Il reste une Chevrolet impala de 2006 qui est affectée à la gestion de la circulation au poste 26 numérotée 26-70.

Véhicules pour le GI (Groupe d'intervention) :
- Ford E-450
- Dodge Grand Caravan

Véhicule pour le GTI (Groupe tactique d'intervention) :
- Thunder-1
- Toyota Sienna

Véhicules pour l'identification judiciaire :
- Dodge Sprinter
- Mercedes-Benz Sprinter
- Freightliner M2
- Ram ProMaster

Véhicules pour le poste de commandement :
- Winnebago Adventurer
- Minibus Ford E-450

Véhicules pour les manifestations :
- Ford Transit Véhicule utilisé par l'escouade anti émeute.

| Modèle                                                                              | Pays de fabrication | Type de véhicule                                                                                         | Photo                                |
| ----------------------------------------------------------------------------------- | ------------------- | --- | ------------------------------------ |
| Véhicule de patrouille / affecté à la circulation                                   |                     | |                                      |
| Ford Crown Victoria Police Interceptor                                              | Canada              | Véhicule de patrouille                                                                                   | Ford Interceptor - SPVM              |
| Chevrolet Impala                                                                    | Canada              | Véhicule de patrouille Véhicule affecté à la circulation                                                 | Chevrolet Impala - SPVM              |
| Dodge Charger                                                                       | Canada              | Véhicule de patrouille Véhicule affecté à la circulation                                                 | Dodge charger - SPVM                 |
| Dodge charger (2018-...)                                                            | Canada              | Véhicule de patrouille Véhicule affecté à la circulation                                                 |                                      |
| Ford Police Interceptor Utility (2018,2020)                                         | Canada              | Véhicule superviseur/Véhicule de patrouille                                                              |                                      |
| Ford Police Interceptor Sedan                                                       | États-Unis          | Véhicule de patrouille                                                                                   | Ford Police Interceptor Sedan - SPVM |
| SUV - Groupe d'intervention / pour officiers / véhicule de patrouille (superviseur) |                     | |                                      |
| Chevrolet Uplander                                                                  | États-Unis          | Véhicule de patrouille (superviseur-sergent) Véhicule pour officiers Véhicule pour groupe d'intervention | Chevrolet Uplander - SPVM            |
| Dodge Grand Caravan                                                                 | Canada              | Véhicule de patrouille (superviseur-sergent) Véhicule pour officiers Véhicule pour groupe d'intervention | Dodge RT - SPVM                      |
| Camion / Camionnette                                                                |                     | |                                      |
| Ford E-450                                                                          | États-Unis          | Véhicule pour groupe d'intervention                                                                      | Ford E-450 - SPVM                    |
| Ford E-150                                                                          | États-Unis          | Véhicule pour groupe d'intervention Camion flûte                                                         |                                      |
| Ford F-450                                                                          | États-Unis          | Véhicule pour cavalerie                                                                                  | Ford F-450 - SPVM                    |
| GTI (Groupe tactique d'intervention)                                                |                     | |                                      |
| Thunder-1                                                                           | Canada              | Véhicule pour groupe tactique d'intervention                                                             |                                      |

## Culture populaire
La police montréalaise est celle la plus représentée à la télévision québécoise,.
Parmi les séries télévisées dont elle fait fictivement l'objet :
- District 31 (depuis 2016), où elle est désignée Service de police du Grand Montréal (SPGM). L'accent y est mis sur les activités du poste de quartier 31 ;
- 19-2 (2011-2015), où elle est désignée Service de police métropolitain (SPM). L'accent y est mis sur les activités du poste de quartier 19.
- Jasmine (1996), où elle est désignée La Police de Montréal. L'accent y est mis sur les activités du poste de quartier 35.